# Chlosyne theona
Espèce
Chlosyne theona est une espèce de papillons de la famille des Nymphalidae originaire d'Amérique depuis le Texas au nord jusqu'au Venezuela au sud.